# Alexander Grothendieck
Alexander Grothendieck (ur. 28 marca 1928 w Berlinie, zm. 13 listopada 2014 w Saint-Girons) – matematyk francuski pochodzenia żydowskiego, twórca nowoczesnych podstaw geometrii algebraicznej.

## Życiorys
Urodził się w Berlinie w 1928 roku. Jego ojciec Alexander Shapiro był rosyjskim Żydem, a matka Hanna Grothendieck pracowała dorywczo jako dziennikarka. W latach 1928–1933 Alexander żył razem z rodzicami w Berlinie. Gdy Hitler doszedł do władzy, rodzice Alexandra wyemigrowali do Francji; on tymczasem przebywał, przez około 5 lat, u przybranej rodziny w Hamburgu gdzie uczęszczał do szkoły, a potem do gimnazjum. W 1939 r. dołączył do rodziców we Francji. Jego ojca wkrótce internowano w obozie Vernet; następnie został on wydany przez władze Vichy okupacyjnym władzom niemieckim i zginął w 1942 r. w Auschwitz. Wraz z matką byli internowani w 1940–1942 jako „niebezpieczni cudzoziemcy” w obozie Rieucros koło Mende. Później jego matka została przeniesiona do obozu Gurs w Pirenejach. W tym czasie Alexander kontynuował naukę w liceum College Cevenol w miejscowości Chambon-sur-Lignon w Górach Cevennes.
W 1945–1948 studiował w Montpellier, gdzie samodzielnie doszedł do rezultatów równoważnych teorii miary oraz całki Lebesgue’a. W 1948 r. Grothendieck przybył do Paryża, gdzie spędził rok jako „wolny słuchacz” słynnej École normale supérieure, gdzie zainteresował się analizą funkcjonalną. W październiku 1949 r. przybył do Nancy, gdzie zajmował się problemami przestrzeni Frecheta oraz ich granic prostych. W mniej niż rok rozwiązał problemy tamtejszych matematyków. Swoją rozprawę doktorską dedykowaną matce obronił w 1953 roku. Została ona opublikowana w 1955 i jest zgodnie uznawana za jedno z najważniejszych wydarzeń w powojennej analizie funkcjonalnej.
Wkład Grothendiecka w analizie funkcjonalnej to: przestrzenie nuklearne, iloczyny tensorowe topologiczne, nierówność Grothendiecka i związki z operatorami absolutnie sumującymi.
W roku 1955 nastąpiła zmiana matematycznych zainteresowań Grothendiecka w kierunku topologii algebraicznej w szczególności algebry homologicznej. W tym samym roku, w czasie swego pobytu na Uniwersytecie w Kansas, Grothendieck opracował aksjomatyczną teorię kategorii abelowych. W latach 1956–1970 zajmował się geometrią algebraiczną.
W 1959 rozpoczął pracę w Institut des hautes études scientifiques gdzie prowadził Seminaire de Geometrie Algebrique du Bois-Marie nazywane stolicą geometrii algebraicznej. Grothendieck planował tam napisanie 13-tomowego wykładu geometrii algebraicznej „Elements de Geometrie Algebrique” w oparciu o schematy, kończącego się dowodem hipotez Weila. Wydane zostały tylko 4 tomy, napisane wspólnie z Dieudonném, ale duża część dalszego materiału ukazała się w „Seminaire de Geometrie Algebriąue” — publikacjach z seminarium geometrii algebraicznej w IHES. Najważniejszym jednak tematem badań Grothendiecka w IHES była teoria kohomologii etalnych.
W roku 1966 Grothendieck otrzymał Medal Fieldsa za wkład wniesiony do analizy funkcjonalnej, za twierdzenie Grothendiecka-Riemanna-Rocha i za wkład w teorię schematów.
W roku 1970 przypadkowo odkrył, że część pieniędzy na finansowanie IHES pochodziła ze źródeł wojskowych. Z tego powodu przeniósł się do Collège de France, gdzie oprócz działalności naukowej utworzył wraz z innymi matematykami grupę ekologiczną Survivre et Vivre („Przeżyć i żyć”). W latach 1970–1975 wydawała ona czasopismo pod tym samym tytułem. Ekologia zajmowała go bez reszty, co odbiło się na jego wykładach na uczelni. Przyjął wówczas propozycję profesury na macierzystym uniwersytecie w Montpellier. Pracował jako zwykły pracownik dydaktyczny, tworząc szkice nowych teorii matematycznych z zamiarem uzyskania pracy w Centre national de la recherche scientifique, instytucji, które nie wymagała działalności dydaktycznej. Został tam zatrudniony 4 lata przed emeryturą, na którą przeszedł w wieku lat 60.
W 1988 r. przyznano mu – wspólnie z Pierre'em Deligne'em – Nagrodę Crafoorda, jednak jej nie przyjął.
Zmarł w 2014 r. w Saint-Girons.